# Krimsko-kongoška hemoragična vročica
Krimsko-kongoška hemoragična vročica (krat. KKHV), tudi krimsko-kongoška mrzlica je virusna bolezen, ki poteka z visoko vročino, bolečinami v mišicah, petehijami, krvavitvami v prebavilih, bruhanjem, drisko in je pogosto smrtna. Bolezen nastopi prej kot v dveh tednih po izpostavitvi povzročitelju. Kot zaplet se lahko pojavi jetrna odpoved. Pri bolnikih, ki preživijo KKHV, pride do okrevanja praviloma po okoli dveh tednih po pojavu simptomov.
Povzroča jo nairovirus, ki se prenaša s klopi rodu Hyalomma ali s stikom s krvjo ali izločki bolnih ljudi ali živali. Med obolelimi so pogosto kmetje in delavci v klavnicah. Bolezne diagnosticirajo z dokazom protiteles, virusne RNK ali samega virusa. Bolezen spada med virusne hemoragične vročice.
Bolezen se preprečuje z izogibanjem vbodom klopa. Cepiva ni na tržišču. Bolnik je praviloma deležen podporne nege, pomaga pa lahko tudi uporaba zdravila ribavirin.
Bolezen se pojavlja v Afriki, na Balkanu, Bližnjem Vzhodu in v Aziji. Pogosto nastopa v obliki izbruhov. Leta 2013 so v Iranu, Rusiji, Turčiji in Uzbekistanu poročali o več kot 50 primerih bolezni. Smrtnost je 10- do 40-odstotna. Prvič so jo zaznali v 40. letih dvajsetega stoletja.

## Znaki in simptomi
Pri človeku bolezen poteka kot huda oblika hemoragične vročice. Inkubacijska doba traja 3 do 12 dni po izpostavitvi povzročitelju. Bolezen se nato prične nenadno, z vročino, bolečinami v mišicah, omotico, otrplostjo tilnika, slabostjo, bruhanje, glavobolom ter bolečinami v očeh in epigastrični regiji (med rebrnima lokoma). Tretji do peti dan se pojavijo krvavitve iz nosu, prebavil in sečil. Od vseh hemoragičnih vročic so pri KKHV najbolj izražene krvavitve.

## Povzročitelj in prenašanje
Krimsko-kongoško hemoragično vročico povzroča virus krimsko-kongoške hemoragične vročice iz rodu Naivirus in družine Bunyaviridae. Naravni gostitelj virusa so domače živali (govedo in drobnica); pri njih pride do visoke koncentracije virusa v krvi, vendar pa bolezni ne razvijejo. Bolezen se na človeka prenaša z vbodom klopa ali z neposrednim stikom z okuženimi živalskimi tkivi in krvjo. Možna je tudi okužba v bolnišnici z neposrednim stikom s tkivi ali telesnimi tekočinami okuženega bolnika, na primer z okuženimi medicinskimi inštrumenti.